# Kurili
Kurili is een plaats in de gemeente Kanfanar in de Kroatische provincie Istrië. De plaats telt 31 inwoners (2001).